# Lac-Saint-Joseph
Lac-Saint-Joseph är en stad (kommun av typen ville) i provinsen Québec i Kanada. Den ligger i regionen Capitale-Nationale, i den sydöstra delen av landet, 300 km nordost om huvudstaden Ottawa.